# Irena Sendler
Irena Sendler (en polonais : Irena Stanisława Sendlerowa), de son nom de jeune fille Irena Stanisława Krzyżanowska, née le 15 février 1910 à Varsovie et morte le 12 mai 2008 dans la même ville, est une catholique, résistante (sous le pseudonyme de Jolanta) et une militante polonaise qui sauve 2 500 enfants juifs du ghetto de Varsovie durant la Seconde Guerre mondiale.
Irena Sendler commençe à sauver des vies bien avant la fondation de l'organisation Żegota. Elle est déclarée Juste parmi les nations en 1965. 
Selon l'historienne américaine Debórah Dwork, Irena Sendler est « l'inspiration et le moteur de tout le réseau qui aurait sauvé ces 2 500 enfants,,, juifs. »

## Biographie

### Origine de sa famille et jeunesse
Son arrière grand-père possède une petite propriété près de la ville de Kalisz. Il participe au soulèvement de Janvier 1863. Il est arrêté et envoyé en Sibérie. Sa propriété est confisquée. Sa femme parvient à peine à survivre avec son bébé, le grand-père d'Irena.

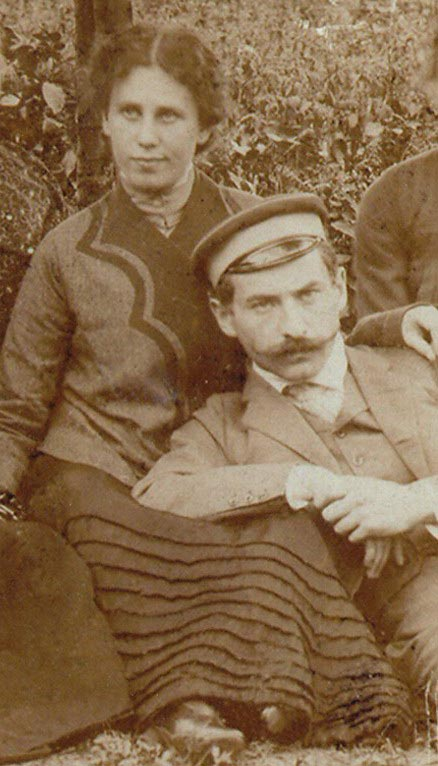
Stanisław Krzyżanowski et son épouse Janina Krzyżanowska.

Son père, Stanisław Krzyżanowski est membre du Parti socialiste polonais (PPS). Il participe à la révolution polonaise de 1905, ce qui l'empêche d'obtenir son diplôme de l'Université de médecine de Varsovie. Il l'obtient finalement à Kharkiv en 1908. Il se marie en 1909 avec Janina Karolina Grzybowska (1885–1944), et retourne à Varsovie, où il travaille à l'hôpital du Saint-Esprit (en) en tant que médecin et chercheur de maladies infectieuses.
Irena  Stanisława Krzyżanowska nait le 15 février 1910 à l'hôpital du Saint-Esprit (en) où travaille son père,. Enfant unique, elle contracte la coqueluche, ce qui incite la famille Krzyżanowski à emménager dans la station thermale d'Otwock où vivent son oncle Jan Karbowski et sa femme, qui les y accueillent dans leur maison. Là, son père commence une pratique privée et soigne principalement les pauvres et les paysans juifs. Il est très impliqué dans les actions sociales. Il affirme que les gens doivent être divisés en deux catégories : les bons et les méchants. Leur race, religion ou nationalité n'ont, d'après lui, aucune importance,.  Stanisław Krzyżanowski gâte sa fille unique, et lorsqu'on le lui fait remarquer, il répond : « Nous ne savons pas à quoi va ressembler sa vie, peut-être mes baisers seront-ils son meilleur souvenir. »
Otwock est  une banlieue ouvrière de Varsovie, où se trouve une communauté juive importante. Jouant avec ses camarades juifs, Irena apprend le yiddish. Elle rend visite également à ses grands-parents paternels qui vivent à Tarczyn, à une trentaine de kilomètres au sud de Varsovie.
En 1916, une épidémie de typhus se déclenche à Otwock et son père refuse de ne pas « tendre la main pour la seule raison que le geste est risqué ». Dans l’hôpital où il exerce, il y a quatre médecins allemands, mais aucun d'entre eux n'accepte de soigner les plus pauvres. Malgré les risques, il traite les patients atteints jusqu'au premiers jours de l'automne 1916 où il commence à ressentir les premiers symptômes de la maladie. Après plusieurs mois de maladie, Stanisław Krzyżanowski meurt du typhus le 10 février 1917, cinq jours avant les sept ans de sa fille,,.
La mère et la fille se retrouvent ruinées, Stanisław Krzyżanowski n'ayant pas été un bon gestionnaire. Apprenant ces difficultés, la communauté juive d'Otwock propose de payer pour les frais de scolarité d'Irena en remerciement de ce qu'a fait son père pour leurs familles, mais Janina refuse. En 1920, le cabinet doit fermer ses portes et la mère et la fille déménagent à Piotrków Trybunalski où vivent les parents de Janina. Au lycée, Irena est active dans le mouvement de scoutisme Związek Harcerstwa Polskiego (pl) (ZHP). 
À Piotrków, elle rencontre son futur premier mari, Mieczysław 'Mietek' Sendler. À l'automne 1927, Irena est admise à l'université de Varsovie pour y faire des études de droit en vue de devenir avocate et sa mère décide de louer un appartement en ville pour aider financièrement sa fille. À cette époque, le droit est jugé inapproprié pour les femmes et après plusieurs mois de harcèlement de la part de ses professeurs, elle s'avoue vaincue et se tourne vers des études littéraires. En 1931, elle épouse Mietek Sendler et prend le nom d'Irena Sendlerowa. La même année, elle décide de continuer ses études et de se tourner vers la pédagogie et l'action sociale à l'université libre polonaise (pl) en tant qu'étudiante d'Helena Radlińska. Cette dernière fait partie d'un des cercles d'intellectuels progressistes les plus brillants des années 30 en Europe, groupe dont font également partie Ludwik Hirszfeld et Janusz Korczak. Ils militent pour l'égalité des droits civiques — à cette époque en Pologne, les Juifs et les Polonais sont deux catégories civiques distinctes n'ayant pas les mêmes droits ni devoirs — et leurs programmes deviendront des modèles inspirant les démocraties d'après-guerre en matière de protection et d'aides sociales. Elle suit ensuite les cours de philologie à la faculté des sciences humaines et commence à enseigner à l'orphelinat Dom Sierot créé à Wawer par le médecin-pédiatre, Janusz Korczak, de son vrai nom Henryk Goldszmit.

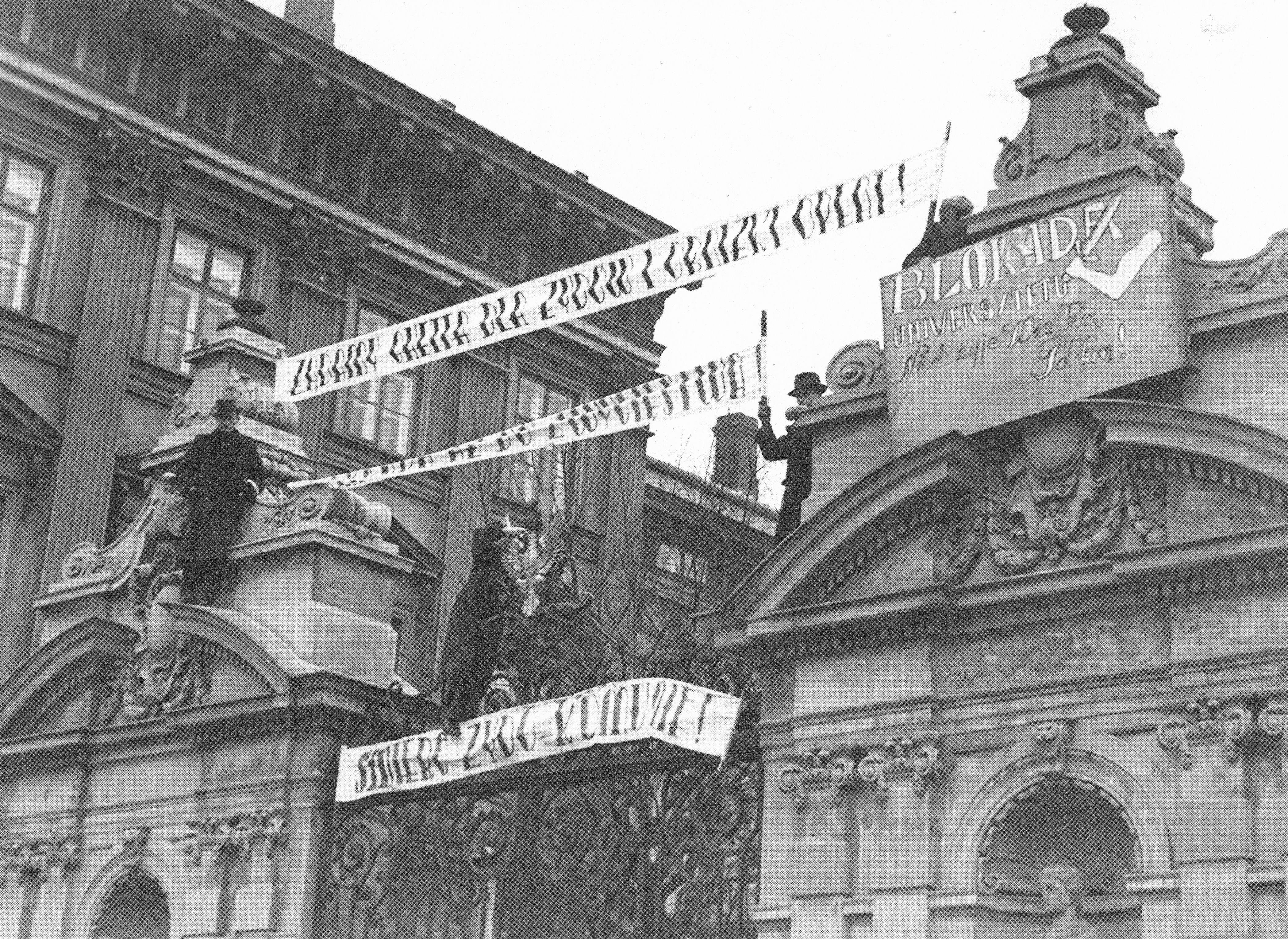
Des étudiants suspendent des banderoles anti-juives à la porte principale de l'université de Varsovie, 1936.

Irena rejoint le Parti socialiste polonais dont faisait partie son père dès sa création et s'engage dans l'Union démocratique des jeunes polonais (pl). Témoin de l'antisémitisme, elle participe à de nombreuses manifestations contre la discrimination à l'encontre des étudiants juifs à l'université de Varsovie et s'oppose aux bancs ghetto qui oblige les étudiants juifs à s'assoir sur les bancs qui leur sont réservés. Elle devient la cible d'attaques des étudiants du Camp national-radical (Obóz Narodowo-Radykalny, ONR). Révoltée par les différences faites entre étudiants Juifs et polonais, elle gratte la mention « Aryenne » inscrite sur sa carte d'étudiante, ce qui lui vaut d'être exclue de l'université par l'administration. On est alors en 1935 et le centre de protection maternelle et infantile  dans lequel elle travaille est fermé par le gouvernement par manque de fonds. À la même période, son époux Mietek obtient un poste de professeur à l'université de Poznań situé à plusieurs centaines de kilomètres de Varsovie. Irena Sendler décide de ne pas le suivre et décroche avec l'aide d'Helena Radlińska un poste aux services sociaux de Varsovie.
Elle reste suspendue de l'université pendant trois ans — bien qu'elle renvoie chaque année un dossier d'inscription qui est refusé par l'administration. Irena Sendler est réintégrée en 1938 et soutient enfin sa thèse à l'été 1939 devant le Dr Wacław Borowy (pl).

### Seconde Guerre mondiale
Le 1er septembre 1939, date de l'invasion de la Pologne par l'armée allemande et du début du bombardement de Varsovie, Irena Sendler et sa responsable aux services sociaux Irka Schultz décident de mettre en place des aides pour les personnes victimes des bombardements mais aussi pour les milliers de réfugiés qui affluent sur la capitale, fuyant les combats à l'ouest. Elle dirige la soupe populaire du bureau d'aide sociale et aide à la mise en place de dizaines de cantines et d'abris improvisés pour les réfugiés et les rescapés. Malgré la résistance des habitants de la ville, Varsovie tombe le 27 septembre et est intégrée au Gouvernement général de Pologne géré par les Allemands et dirigé par le Reichsleiter Hans Frank. L'occupation à peine commencée, la Résistance polonaise se met en place. Alors que la Gestapo se lance à la recherche des opposants, elle accepte de devenir agent de liaison pour leur permettre de garder le contact et de recevoir des vivres.
Helena Radlińska — qui vit sous le faux nom de Mme Rudnicki dans un couvent des Ursulines — a l'idée de lancer un système de sécurité sociale parallèle à destination des Juifs ainsi qu'un programme d'entraide sociale pour les familles les plus démunies. La stratégie est de créer des cellules de résistances isolées les unes des autres — pour éviter qu'elles ne soient toutes découvertes en cas de démantèlement de l'une d'entre elles par la Gestapo — et Irena Sendler est désignée pour s'occuper de l'une d'entre elles. Pour réussir sa mission, elle s'entoure de quatre anciennes élèves de Radlińska : Irka Schultz, Jadwiga Deneka, Jadwiga 'Jaga' Piotrowska (pl) et Janka Grabowska. Elles ont pour mission de falsifier certains dossiers de leurs administrés pour permettre aux Juifs d'avoir accès à l'aide sociale qui leur est normalement interdite. Pour cela, les quatre femmes montent des dossiers factices pour solliciter des aides qui sont alors détournées pour venir en aide aux soupes populaires et centres de secours aux pauvres. Pour décourager les Allemands de vérifier l'authenticité de ces familles, elles prêtent à leurs faux administrés des maladies contagieuses comme le typhus. À l'automne 1940, des milliers de familles ont pu ainsi recevoir l'aide.

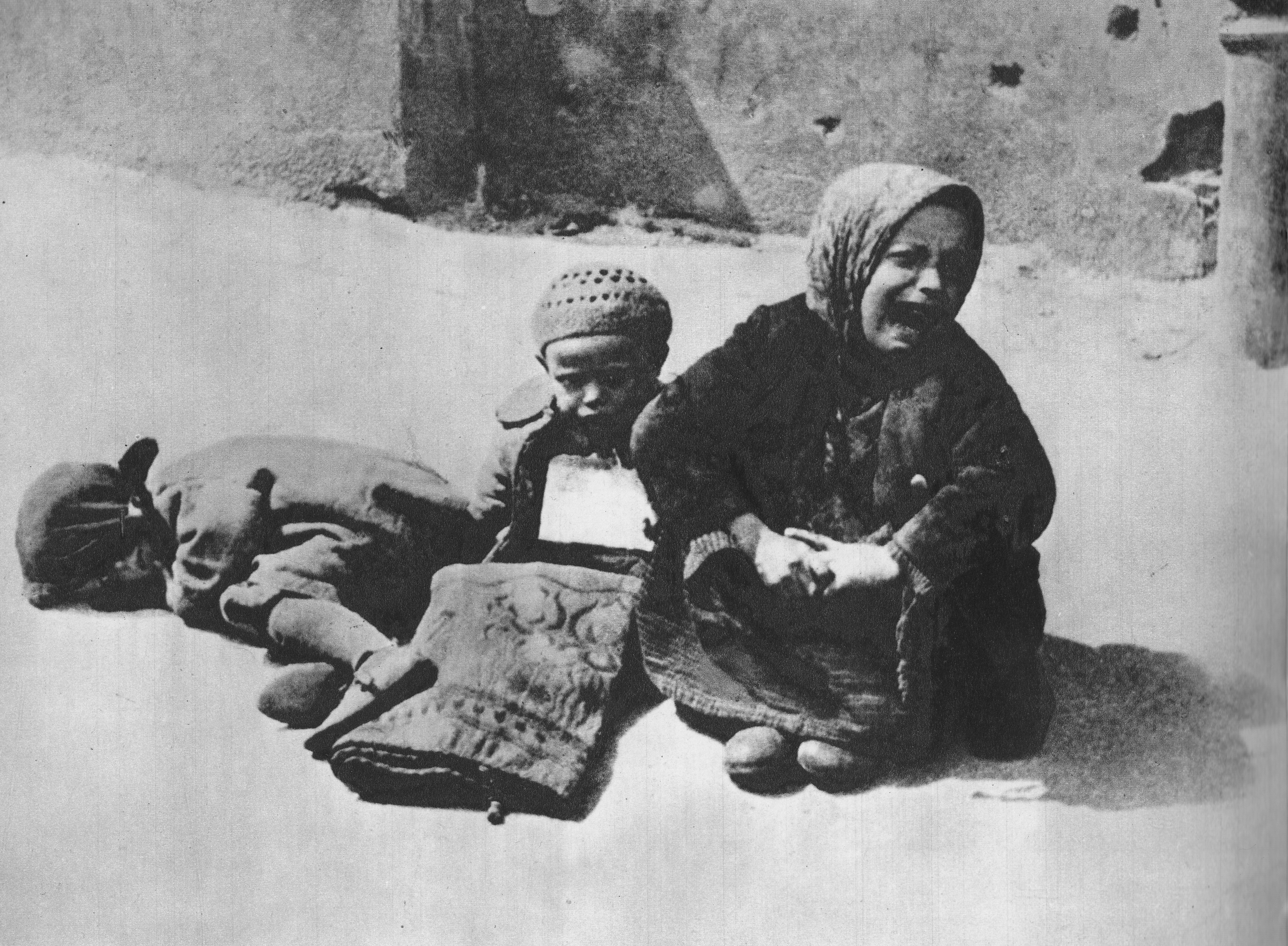
Petits enfants seuls et sans abri, ghetto de Varsovie, 1941.

Mi-octobre 1940, les Allemands placardent dans les rues de Varsovie un avis annonçant le rassemblement des Juifs dans une partie de la ville — représentant 4 % de la superficie totale de Varsovie — établi sous forme de ghetto. C'est la création du ghetto de Varsovie. Tous les amis juifs d'Irena sont obligés de la rejoindre en novembre. Ils pensent alors, malgré l'édification dès octobre d'un mur de 3 m de haut allant de la rue Złota (pl) à la rue Sienna (pl), que, comme dans les ghetto du Moyen Âge, les habitants pourront y entrer et en sortir à leur guise. Le 16 novembre, le ghetto est entièrement fermé et plus personne n'est autorisé à en sortir sous prétexte de prévenir une possible épidémie. Le docteur Juliusz Majkowski est responsable des autorités sanitaires. Sendler qui l'a fréquenté avant la guerre, lui demande à figurer avec dix de ses amis sur la liste des personnes autorisées à entrer et sortir du ghetto. Selon elle, Hitler avait créé un enfer pour tous les Polonais mais le genre d'enfer qu'il réservait aux Juifs était encore plus terrible. Et dans cet enfer, les enfants étaient tout particulièrement vulnérables. Elle utilise son laissez-passer pour faire entrer de la contrebande dans le ghetto, en particulier, des doses de vaccins contre le typhus — cachées dans le rembourrage de son soutien-gorge ou dans le double-fond de son sac. En tout, ses amies et elle feront entrer cinq mille doses de vaccins dans le ghetto ainsi que des rouleaux de billets et des médicaments.

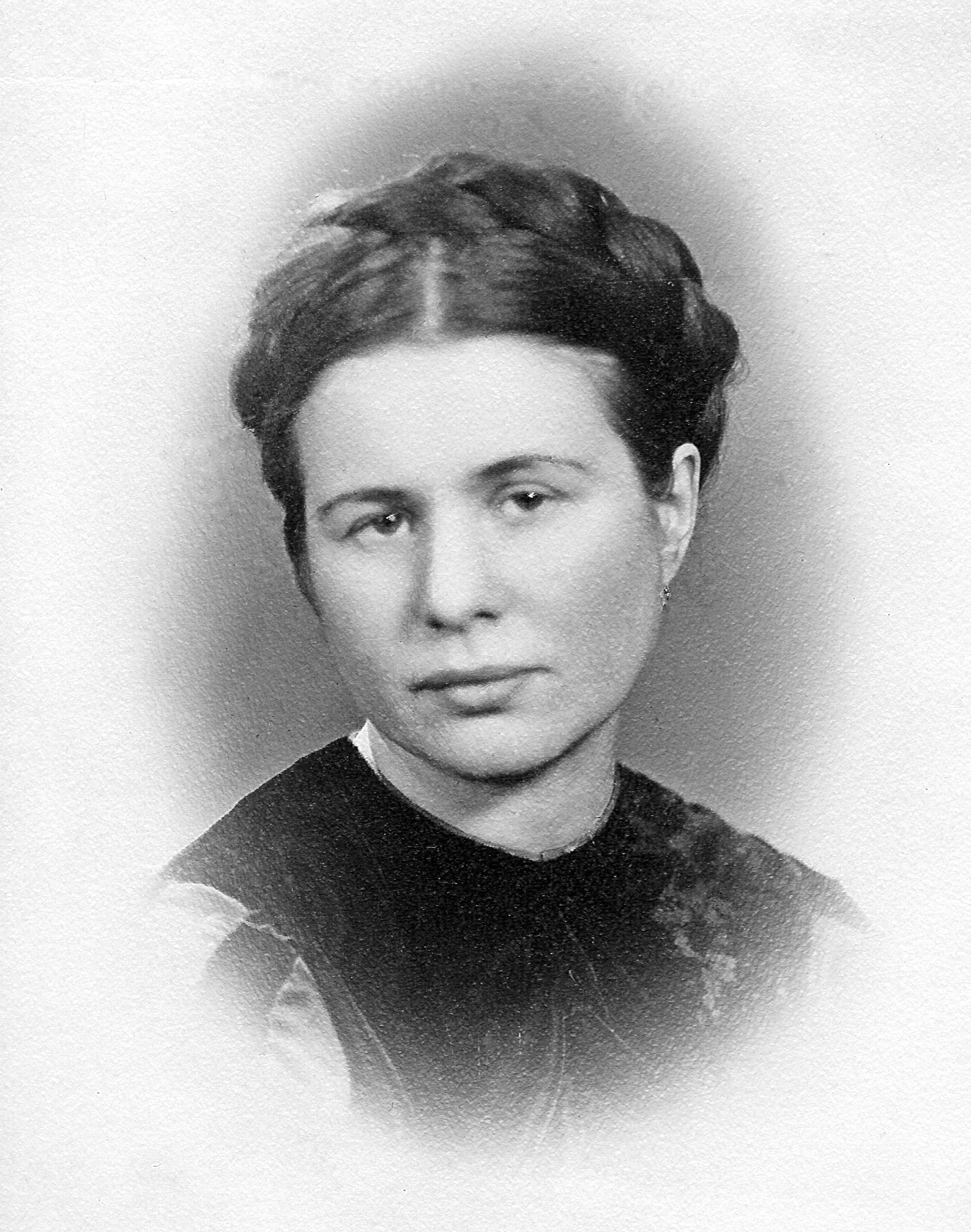
Irena Sendler en 1942.

Ainsi, en coopération avec CENTOS, une célèbre institution de charité pour les orphelins juifs dont fait partie Janusz Korczak et Stefania Wilczyńska et dirigé par Adolf Berman, ses amis enfermés dans le ghetto commencent à venir en aide aux orphelins. Un jour Irena et ses collègues du côté « aryen » — Irka Schultz, Jadwiga Deneka, Jaga Piortrowska et Janka Grabowska — décident de passer à la vitesse supérieure. Pour cela, elles décident — malgré leurs réticences — de faire appel à Jan Dobraczyński qui est alors directeur du bureau de protection maternelle et infantile. Celui-ci est déjà membre de la Résistance, mais aussi un antisémite et elle craint qu'il refuse d'aider des enfants Juifs. En janvier 1942, ce dernier est réquisitionné par l'occupant allemand pour vider les rues de la ville des enfants qui mendient du côté aryen. Parmi les centaines d'enfants raflés dans la rue et emmené dans le centre social où Irena Sendler et ses collègues sont chargées de les nettoyer et de les identifier, nombre sont ceux qui sont Juifs. Trente-deux enfants juifs sont identifiés, un chiffre trop élevé pour qu'elles envisagent de les cacher uniquement avec leurs propres moyens ;  les quatre femmes demandent l'aide de Dobraczyński. Celui-ci contacte l'officier allemand chargé de la mission et passe un accord avec ce dernier, celui de renvoyer les enfants dans le ghetto, ce qui la révolte. Toutes les lignes téléphoniques entre le côté aryen et le ghetto ne sont pas encore coupées à ce moment-là et Dobraczyński prend contact avec Korczak — qui gère un orphelinat dans le ghetto — pour lui demander s'il peut prendre en charge les enfants à leur retour et celui-ci accepte. Après cela, elle ne demandera plus l'aide de Dobraczyński et fera tout son possible pour ne plus avoir à laisser des enfants revenir dans le ghetto.
Au printemps 1942, elle aide des Juifs du ghetto à obtenir des papiers d'identité leur permettant de passer du côté aryen et de se cacher. Par exemple, un prêtre de Lvov dont l'église a brûlé avec tous ses registres baptismaux lui remet ses derniers exemplaires de certificats de naissance vierges. Parmi les premières personnes sauvées se trouve le Dr Władysław Witwicki et sa famille ainsi que les trente-deux enfants qu'elle avait dû laisser être réinsérés dans le ghetto quelques mois plus tôt. Dans le même temps, l'équipe de Sendler commence alors à s'occuper des enfants envoyés hors du ghetto par leurs parents, dans l'espoir qu'ils soient pris en charge et cachés du côté aryen. Elle est informée de chaque cas d'enfant envoyé au foyer d'enfants catholiques du père Boduen. Avec l'aide d'Adam Celnikier, elle fait sortir des orphelins tuberculeux pour les envoyer dans les sanatoriums d'Otwock où elle a grandi ou dans des familles à la campagne lorsque leur toux n'est pas tuberculeuse. Lorsqu'elle entre dans le ghetto, elle porte l'étoile de David en signe de solidarité. Le nombre d'enfants augmentant et le lot de certificats vierges étant épuisé, Irena Sendler décide d'agrandir son équipe et de mettre Władysława 'Władka' Marynowska, chargée de la recherche de familles d'accueil du foyer, dans la confidence. Cette dernière tient un carnet dans lequel elle note les caractéristiques physiques des enfants qu'elle place clandestinement pour que leurs parents puissent les retrouver après la guerre — carnet qui va inspirer Irena Sendler pour créer sa propre liste d'enfants. Pour que les allers-retours ne paraissent pas trop suspects aux yeux de la Gestapo, certains enfants sont amenés cachés dans des ballots de grosse toile et laissés devant l'entrée de service comme de simples ballots de linge ou de pommes de terre. Malgré ces précautions, la Gestapo est alertée et commence à scruter chaque entrée et sortie de pensionnaires pour vérifier la légalité de leurs papiers.
Des rumeurs atteignant Varsovie sur des massacres de Juifs à l'Est de la Pologne, la tension monte pour les familles du ghetto qui souhaitent sauver leurs enfants. Elle organise le passage clandestin des enfants hors du ghetto, parfois dans des ambulances et des tramways, parfois en les cachant dans des paquets, et en utilisant divers autres moyens. Le palais de Justice et l'église de Tous-les-Saints — dont un des prêtres, Marceli Godlewski, accepte de leur fournir de faux certificats de naissance — sont deux bâtiments possédant des entrées dans le ghetto mais aussi côté aryen et qui sont ainsi utilisés pour sortir du ghetto,. Les nourrissons confiés par leurs familles reçoivent un léger sédatif pour s'assurer qu'ils ne pleurent pas lors du passage des points de contrôle. Parmi ces enfants se trouve Elżbieta Ficowska (pl), présidente de l'Association des enfants de l'Holocauste (pl) de 2002 à 2006, qui fut cachée dans une boîte en bois placée sur un chariot de briques et transportée hors du ghetto, alors qu'elle avait 6 mois. Les enfants sont ensuite placés dans des familles chrétiennes et des institutions de Varsovie, Turkowice et Chotomów (près de Varsovie). Elle travaille en étroite collaboration avec un groupe d'une trentaine de volontaires, principalement des femmes, dont Zofia Kossak-Szczucka, résistante et écrivaine, et Matylda Getter, mère provinciale des sœurs franciscaines de la famille de Marie. Les enfants reçoivent de faux noms chrétiens et on leur enseigne les prières chrétiennes au cas où ils seraient interrogés,. La majorité d'entre eux sont placés dans des couvents, à Otwock, dans le foyer du père Boduen ou encore, au couvent des Petites Sœurs Servantes de la Bienheureuse Vierge Marie Immaculée à Turkowice. C'est entre l'été 1942 et janvier 1943 que le plus grand nombre d'enfants sera exfiltré du ghetto par le réseau de Sendler.

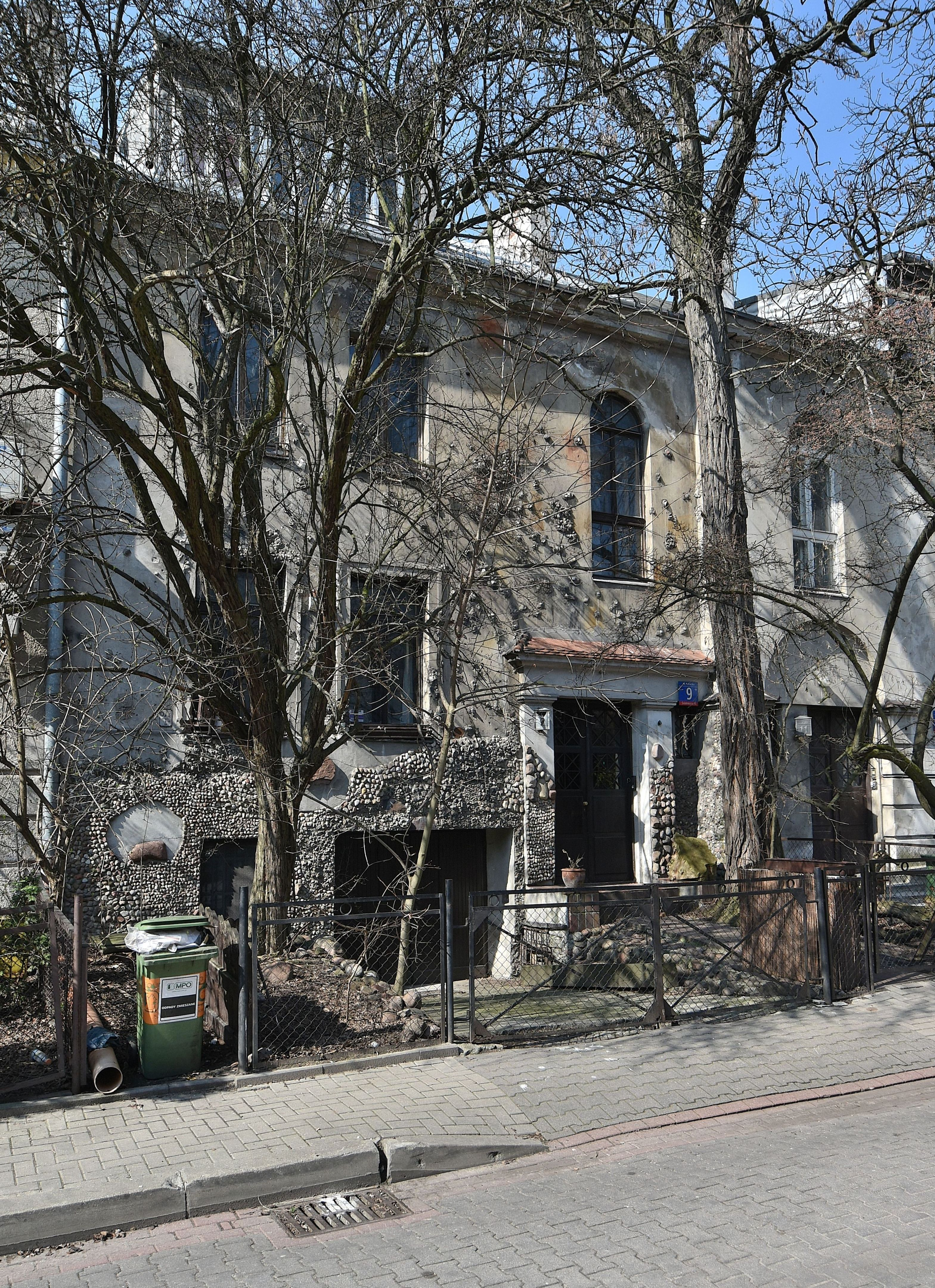
Façade de la maison, 9, où étaient cachées les bouteilles contenant la liste des enfants secourus.

Irena Sendler tient une liste des enfants, liste qu'elle est la seule à posséder, sur laquelle elle note leur nom de naissance, le lieu où ils ont été cachés ainsi que leur fausse identité pour être en mesure de les retrouver après-guerre. Au début, tenir le registre de cette façon n'est pas trop compliqué car seulement deux cents enfants sont cachés, mais lorsque leur nombre augmente, il devient difficile de tenir le fichier à jour. Pour le protéger, Sendler est la seule à disposer de la liste complète, liste qu'elle pose chaque soir sur la table près de sa fenêtre pour pouvoir la jeter en cas de descente de la Gestapo. Avec Jadwiga Piotrowska (pl), à l'hiver 1944, elle enfouira sous le pommier du jardin de celle-ci, au 9 rue Lekarska (pl), des bouteilles contenant la liste des enfants cachés. Cette liste contient alors le nom des 2 500 enfants qu'elle a sauvés.
Début 1942, les Allemands entament la construction de ce qui deviendra le centre d'extermination de Treblinka. Le 22 juillet 1942, débute la Grande Action : la liquidation du ghetto de Varsovie et la déportation des Juifs vers Treblinka,. Dès les premiers jours, Ala Gołąb-Grynberg, une des membres de l'organisation d'Irena enfermée dans le ghetto décide de se rendre sur l’Umschlagplatz — le lieu de rassemblement des juifs raflés avant leur montée dans les trains — pour y monter un dispensaire de fortune et offrir un sursis à certains déportés en les faisant hospitaliser. Avec l'aide du comédien Nachum Remba — reconverti en faux docteur — et de Marek Edelman, le trio réussi à sauver deux à trois cents personnes de la déportation durant l'été 1942. Parmi les personnes qu'ils sauvent se trouve l'acteur Jonas Turkow. Elle se sert de ce stratagème pour sauver également des nourrissons confiés par leurs mères, qu'elle endort et glisse subrepticement dans les ambulances qui quittent le ghetto ou sous son ample manteau avant de les confier à Irena. Le 5 août, les deux femmes sont témoins de la procession des enfants de l'orphelinat menés par Janusz Korczak et Stefania Wilczyńska emmenés vers l’Umschlagplatz à travers le ghetto. Nachum Remba tente sans succès de convaincre le vieux médecin de rester à Varsovie mais Korczak refuse de quitter ses enfants. Sendler dira à propos de ce jour : « De toutes les expériences dramatiques que j'ai vécues pendant la guerre — mon séjour et les sévices que j'ai subis à la prison de Pawiak, les tortures de la Gestapo avenue Szucha, les jeunes que j'ai vus mourir à l'hôpital de l'Armée de l'intérieur où je travaillais comme infirmière pendant le soulèvement de Varsovie —, aucune ne m'a autant marquée que de voir Korczak et les enfants marcher vers leur mort. ».
En août 1942, Sendler reçoit la visite d'un certain Witold qui lui demande de le guider pour qu'il puisse révéler au monde entier la situation dans le ghetto de Varsovie. Elle découvrira plus tard que ce Witold se trouvait être Jan Karski, envoyé par le gouvernement polonais en exil pour leur faire un rapport sur l'état du pays et la situation des juifs sous l'occupation allemande. Lui et Irena Sendler entrent dans le ghetto par le tunnel construit sous les fondations de l'immeuble du 6 rue Muranowska. Après cette 'visite', elle rencontre Julian Grobelny (nom de guerre Trojan), chef du mouvement de Résistance polonais, qui lui demande d'intégrer ce qui deviendra Żegota. La commission Żegota ou la Commission d'aide aux Juifs, fondée par Zofia Kossak-Szczucka et Wanda Krahelska le 27 septembre 1942, a pour but de venir en aide à la population juive persécutée. Pour ce faire, elle s'allie avec le réseau monté par Irena Sendler et lui alloue des fonds pour l'aider dans sa mission. Les fonds ainsi alloués lui permettent de continuer son action en contournant les contrôles entrepris par la mairie, alors que les Allemands commencent à regarder de plus près les dépenses du département de l'aide sociale,. Ces fonds permettent également de projeter des opérations de plus grande ampleur et Irena Sendler loue deux maisons, une à Otwock et l'autre dans le hameau de Świder pour en faire des refuges pour les hommes juifs et les responsables de la Résistance.
Le 18 janvier 1943, la Gestapo lance une opération de nettoyage du ghetto mais pour la première fois, ils font face à la résistance des juifs qui se battent pendant quatre jours. Cependant, les Allemands finissent par reprendre le dessus. Tous les rebelles seront arrêtés et déportés avec cinq mille autres occupants du ghetto. Après cette première révolte, les sauf-conduits sanitaires qu'utilisent Irena et ses amies pour entrer et sortir du ghetto sont supprimés. Le réseau va alors concentrer ses actions sur l'offre de refuge aux personnes ayant réussi à sortir par leurs propres moyens. Quatre mois plus tard, jour pour jour, est lancée la rumeur d'une nouvelle Aktion qui devrait démarrer le lendemain. Lorsqu'elle est lancée, la Résistance du ghetto — armée seulement de pistolets, de grenades artisanales, de fusils et de quelques mitraillettes — entre en action et oblige les Allemands à battre en retraite le premier jour. C'est le début du soulèvement du ghetto de Varsovie. Le septième jour, les Allemands décident d'incendier les immeubles un à un et Irena Sendler se poste près des bouches d'égouts et des sorties de tunnel pour diriger les réfugiés.
En octobre 1943, la Gestapo fait une descente dans une blanchisserie située rue Bracka soupçonnée de servir de boîte aux lettres pour la Résistance ; elle en arrête la propriétaire. Envoyée à la prison de Pawiak, celle-ci craque sous la torture et donne trois noms dont celui d'Irena Sendler. Au milieu de la nuit du 19 octobre, la Gestapo fait une descente chez cette dernière. Vers trois heures du matin, de violents coups sont frappés à la porte de l'appartement où, en plus d'Irena et de sa mère Janina, une de ses tantes et Janka Grabowska dorment sur place. Lorsque la porte vole en éclats, elle a juste le temps de confier la liste des enfants à Janka qui la cache dans son corsage. Les onze policiers qui entrent dans l'appartement mettent tout sens dessus dessous, cherchant des preuves mais alors qu'ils détruisent un matelas, ils cachent à leurs propres yeux la preuve la plus compromettante en faisant tomber l'armature du lit dessus : un cartable contenant faux papiers d'identité et argent liquide. Elle est quand même arrêtée et emmenée au siège de la Gestapo située avenue Szucha. Torturée chaque jour pendant des semaines, elle est laissée infirme à vie lorsqu'on lui brise les jambes et les pieds, mais ne parle pas. Pendant son emprisonnement, Ala Gołąb-Grynberg est tuée lors de l'Aktion Erntefest dans le camp de Poniatowa et Jadwiga Deneka est passée par les armes dans les ruines du ghetto après avoir été arrêtée avec onze femmes juives qu'elle cachait.

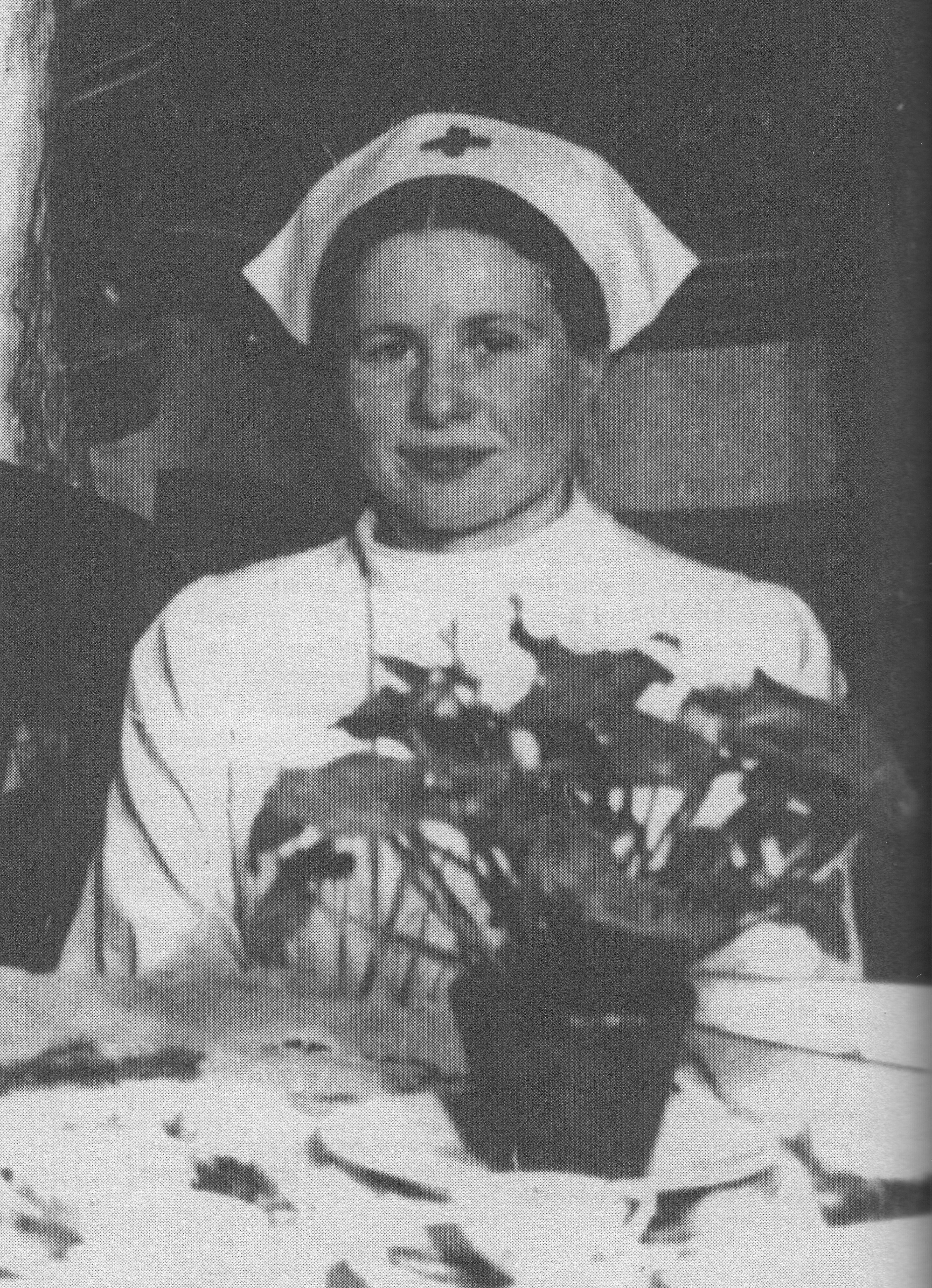
Irena Sendler en infirmière, le 24 décembre 1944.

Le 20 janvier 1944, Irena Sendler est appelée parmi les détenus condamnés à être exécutés le jour même. Grâce aux contacts de Maria Palester (pl) qui travaille avec Irena au département des soins et de la santé de la ville de Varsovie, la commission Żegota parvient à soudoyer un gardien de la prison qui l'aide à s'échapper,. Quelques jours plus tard, elle peut lire dans les journaux qu’elle a été exécutée. Selon les archives de Żegota, sa rançon serait la plus élevée de l'histoire du mouvement, environ trente-cinq mille złotys (environ cent mille euros de 2018). Elle passe quelques semaines dans l'appartement de sa mère, mais après une nouvelle descente de la Gestapo dans son immeuble, elle reçoit de nouveaux papiers au nom de Klara Dąbrowska et part se cacher à Otwock. Pendant un certain temps, elle demeure aussi chez son oncle à Nowy Sącz, puis retourne à Varsovie se cacher dans le zoo de Varsovie. Elle ne peut plus marcher et, en attendant de récupérer l'usage de ses jambes, elle travaille dans les bureaux de Żegota. À cause du danger, elle doit rester cachée et ne peut prendre part aux funérailles de sa mère.
Vivant dans la clandestinité depuis son évasion en janvier 1944, Irena Sendler se trouve à Varsovie lorsqu'éclate l'insurrection de Varsovie le 1er août suivant. L'Armia Krajowa lance l'insurrection en pensant pouvoir compter sur l'aide de l'Armée rouge massée de l'autre côté de la Vistule mais celle-ci refuse d'intervenir.  Soixante-cinq mille habitants de Varsovie seront exécutés par l'armée allemande durant les deux premières semaines d'août dont nombre d'enfants sauvés par Irena Sendler. Cette dernière travaille comme infirmière dans un hôpital de fortune en compagnie de Maria Palester et Adam Celnikier rue Fałata, dans le quartier de Mokotów. Un soir, elle a la jambe transpercée par la baïonnette d'un soldat allemand ivre pour l'avoir bousculé par mégarde et sa plaie s'infecte, l'empêchant de se tenir correctement debout. L'insurrection prend fin le 4 octobre, Varsovie a été rasée par les Allemands, deux cent mille habitants sont morts, cent cinquante mille ont été envoyés dans des camps de travail en Allemagne et cinquante mille déportés dans des camps de concentration. Moins de onze mille habitants Juifs ont survécu. Le 17 janvier 1945, les Soviétiques entrent dans Varsovie.
Après la guerre, Irena Sendler reprend son poste au bureau d'aide sociale. Elle vient en aide aux orphelins et crée des maisons d'enfants. Elle aide aussi les personnes âgées qui n'ont plus de famille et crée des maisons de retraite.  Elle s'installe avec Adam Celnikier et adopte deux des petites filles juives qu'elle a sauvées pendant la guerre. Au printemps 1945, Irena et Janka Grabkowska tentent de retrouver la liste des enfants enterrée dans les ruines du jardin détruit pendant l'insurrection, sans succès. Les femmes de son équipe et elle-même vont tenter de la reconstituer de mémoire, la taper à la machine et confier cette liste à Adolf Berman devenu président du Comité central des Juifs en Pologne. Ce dernier l'emportera avec lui lorsqu'il émigrera en Palestine mandataire. La liste est aujourd'hui conservée aux archives israéliennes et est tenue secrète par respect pour les familles concernées.
Concernant son action, elle dira après la guerre : 

« Laissez-moi souligner avec force que nous qui avons sauvé ces enfants ne sommes en aucune façon des héros […] Ce terme a même le don de m'irriter particulièrement. C'est le contraire qui est vrai, ma conscience continue de me reprocher d'en avoir fait bien peu. »

### Pologne communiste
Après la guerre, compte tenu de ses liens avec l'Armia Krajowa (AK), principale organisation de résistance polonaise et fidèle au gouvernement polonais en exil,, Irena est emprisonnée de 1948 à 1949 et interrogée brutalement par la police secrète communiste. Conséquence de son mauvais traitement, son fils Andrzej ne survit pas à une naissance prématurée,. Elle est finalement libérée et accepte de rejoindre le parti communiste polonais (PZPR), mais ses liens avec l'AK font que son action pendant la guerre n'est pas reconnue.
En 1965, lorsqu'après deux ans d'enquête Yad Vashem reconnait Irena — mais aussi nombre de ses collaborateurs dont Maria Palester, Jaga Piotrowska, Irka Schultz, Jdwiga Deneka Janka Grabowska ainsi que Julian Grobelny — comme Juste parmi les nations,, les autorités communistes de Pologne refusent qu'elle reçoive son prix en Israël. Ce n'est qu'en 1983 qu'elle peut le faire. Pendant son voyage, elle participe à une cérémonie au Mémorial de Yad Vashem, au cours de laquelle un arbre est planté et porte son nom. Mais son rôle durant la Seconde guerre mondiale reste largement méconnu jusqu'à la chute du régime communiste.
Irena Sendler meurt le 12 mai 2008 à Varsovie ; elle est alors âgée de 98 ans. Elle est inhumée au cimetière de Powązki.

## Postérité

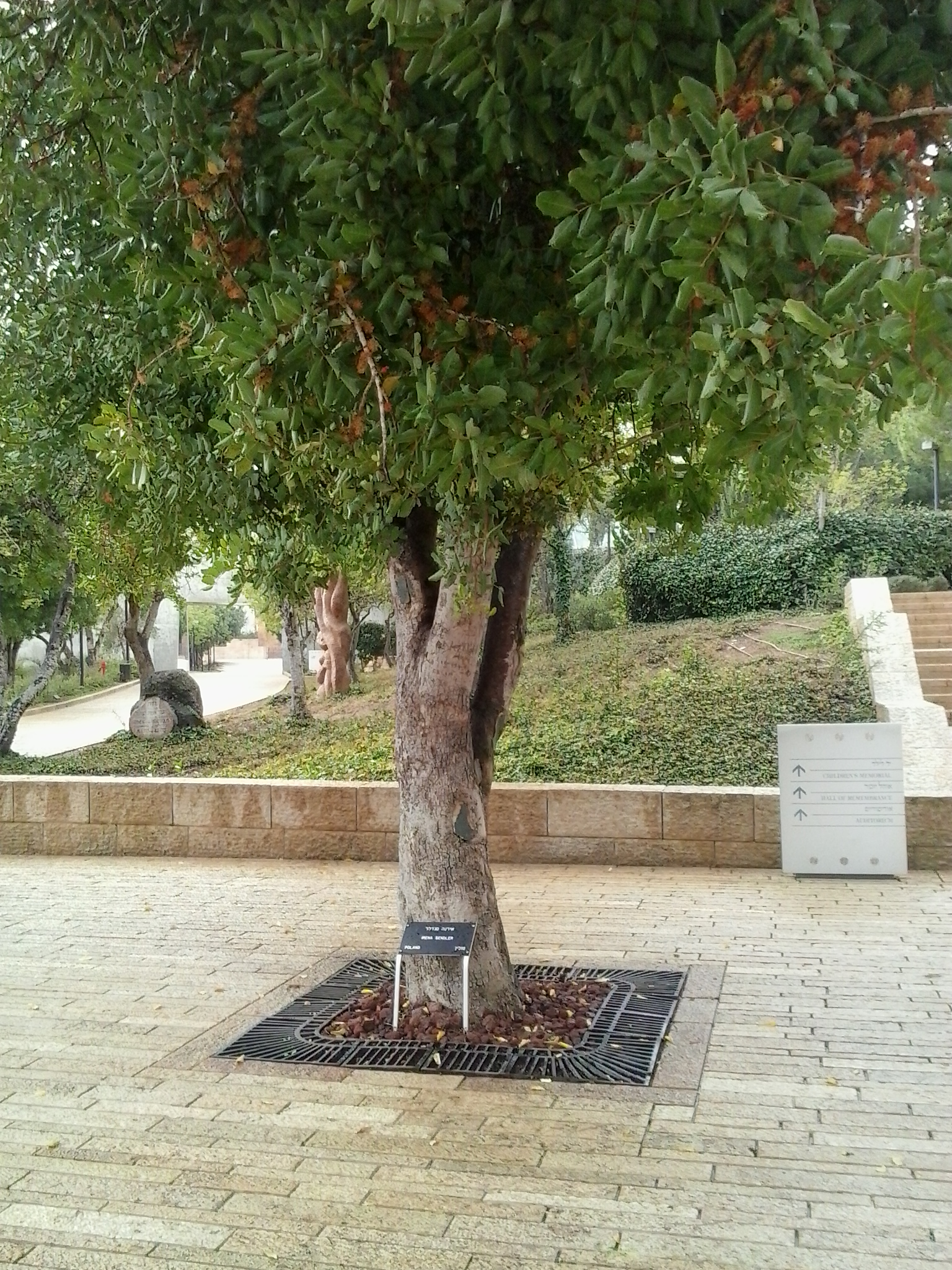
L'arbre planté en mai 1983 par Irena Sendler dans le jardin des Justes parmi les nations, à Yad Vashem.

C'est en 1999 que son histoire a commencé à être connue, grâce à quatre jeunes étudiantes et leur professeur Norman Conard de la ville d'Uniontown au Kansas. Megan Stewart, Elisabeth Cambers, Jessica Shelton et Sabrina Coons travaillent sur un projet de fin d'études concernant les héros de la Shoah. Lors de leurs recherches, elles ne trouvèrent que peu d'éléments sur Irena, sinon cette information surprenante : elle avait sauvé la vie de 2 500 enfants. Les quatre étudiantes décidèrent de se rendre en Pologne pour rencontrer Irena Sendler qui était âgée de 89 ans. En souvenir des petits papiers sur lesquels Irena avait écrit les noms des enfants et de leurs familles d'accueil et qu'elle avait conservés dans le bocal de verre, les étudiants réalisèrent une pièce de théâtre intitulée Life in a jar. Cette pièce de théâtre a été présentée plus de 200 fois aux États-Unis, au Canada, en Pologne et finit par donner naissance à une fondation du même nom.
Bernard Dan lui rend hommage dans son roman Le Livre de Joseph, tandis qu'Anna Mieszkowska (de) fait éditer en 2004 aux éditions Muza SA de Varsovie, Irena Sendlerowa : La mère des enfants de l'holocauste d'où sera tiré le film The courageous heart of Irena Sendler, réalisé par John Kent Harrison. Ce film sort aux États-Unis en 2009 avec Anna Paquin dans le rôle principal, et les acteurs Marcia Gay Harden et Nathaniel Parker.
À l'instigation du Comité central des Juifs de Pologne, conjointement avec l'association polonaise Enfants de l'Holocauste, est créé le prix Irena-Sendler « Pour la Réparation du Monde ». Ce prix, destiné aux enseignants et instituteurs qui enseignent le respect et la tolérance, est décerné chaque année à deux personnes, l'une aux États-Unis et l'autre en Pologne.
En 2018, Tilar J. Mazzeo (en) publie une biographie intitulée Les mille vies d'Irena, la femme qui sauva 2 500 enfants juifs. Cette biographie est un travail d'archive, dans lequel l'auteure associe les informations découvertes et le point de vue interne grâce auxquels on assiste aux sentiments d'Irena selon l'interprétation de Mazzeo.

## Distinctions

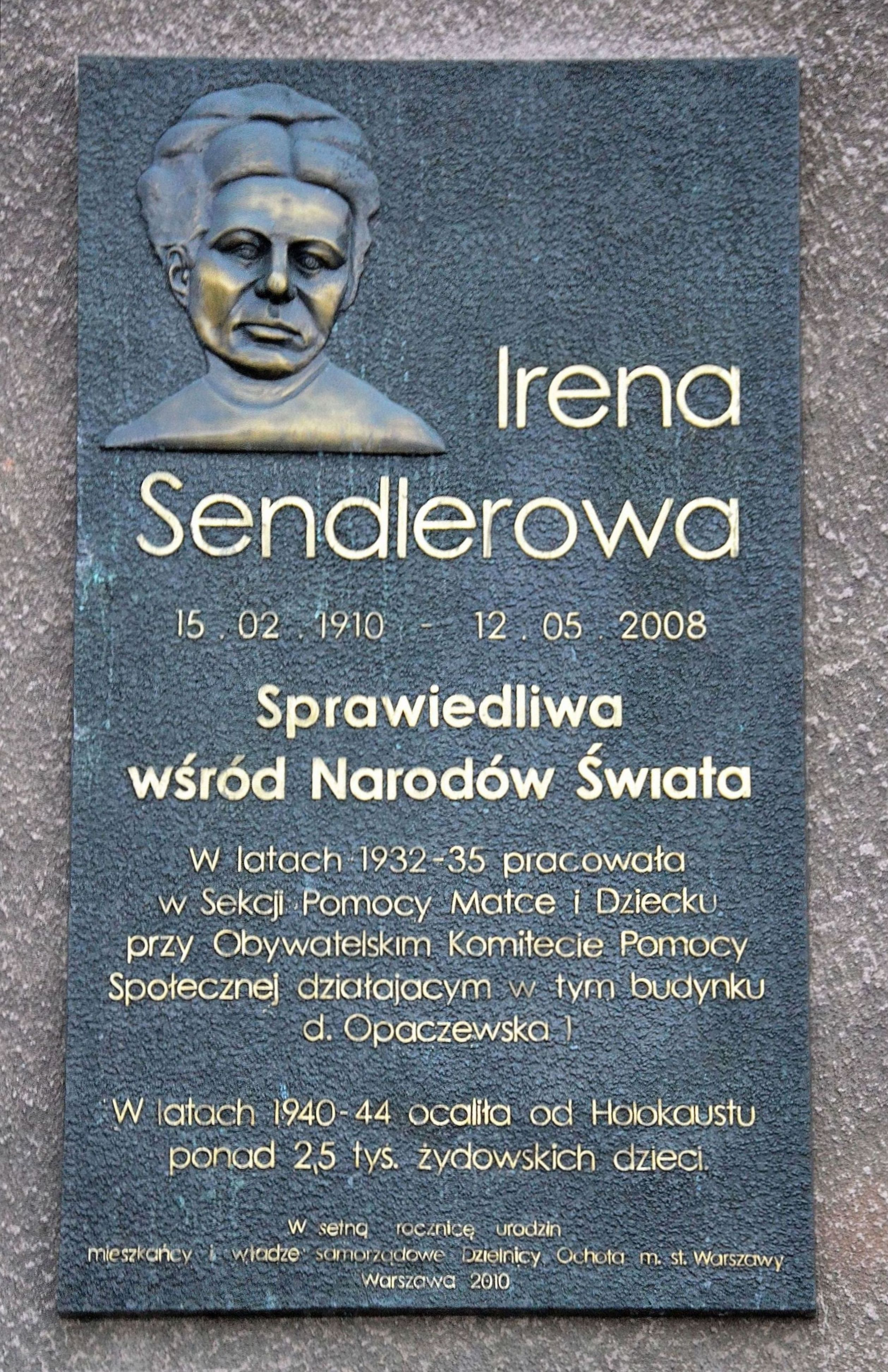
Plaque à la mémoire d'Irena Sendler, 2 rue Pawińskiego à Varsovie.

En 1965, Irena Sendler a été honorée à Yad Vashem au titre de Juste parmi les nations. En 1991, elle devient Citoyenne d'Honneur de l'État d'Israël. En 2003, elle reçoit l'Ordre de l’Aigle blanc, la plus haute distinction civile polonaise. En 2007, elle est distinguée de l'Ordre du Sourire, attribuée chaque année à des personnalités œuvrant pour « Le bonheur et le sourire des enfants », prix décerné par des enfants du monde entier. En 2009, Irena Sendler reçoit, à titre posthume, le prix humanitaire Audrey-Hepburn. Ce prix, nommé ainsi en l'honneur de l'actrice et ambassadrice de l'Unicef, est remis à des personnes ou organisations reconnues pour avoir aidé des enfants de manière exceptionnelle.
En mars 2007, le gouvernement polonais de Lech Kaczyński propose qu’Irena Sendler soit élevée au rang d’Héroïne nationale, ce que le Sénat vote à l'unanimité. En outre, le Sénat polonais recommande sa candidature au prix Nobel de la paix, candidature déjà soumise par d'anciens enfants sauvés en 2003. De santé fragile, Irena Sendler reste à l'écart des cérémonies qui lui rendirent hommage en 2007, mais elle  fait lire une lettre par une survivante, Elżbieta Ficowska, qu'elle avait sauvée en 1942 alors qu'elle était toute bébé,. Elle avait écrit : « J'appelle tous les gens de bonne volonté à l'amour, la tolérance et la paix, pas seulement en temps de guerre, mais aussi en temps de paix ». Elle disait aussi : « On ne plante pas des graines de nourriture, on plante des graines de bonnes actions. Essayez de faire des chaînes de bonnes actions, pour les entourer et les faire se multiplier »,.
Le Parlement polonais a déclaré l'année 2018 « Année Irena Sendler ».

## Annexes

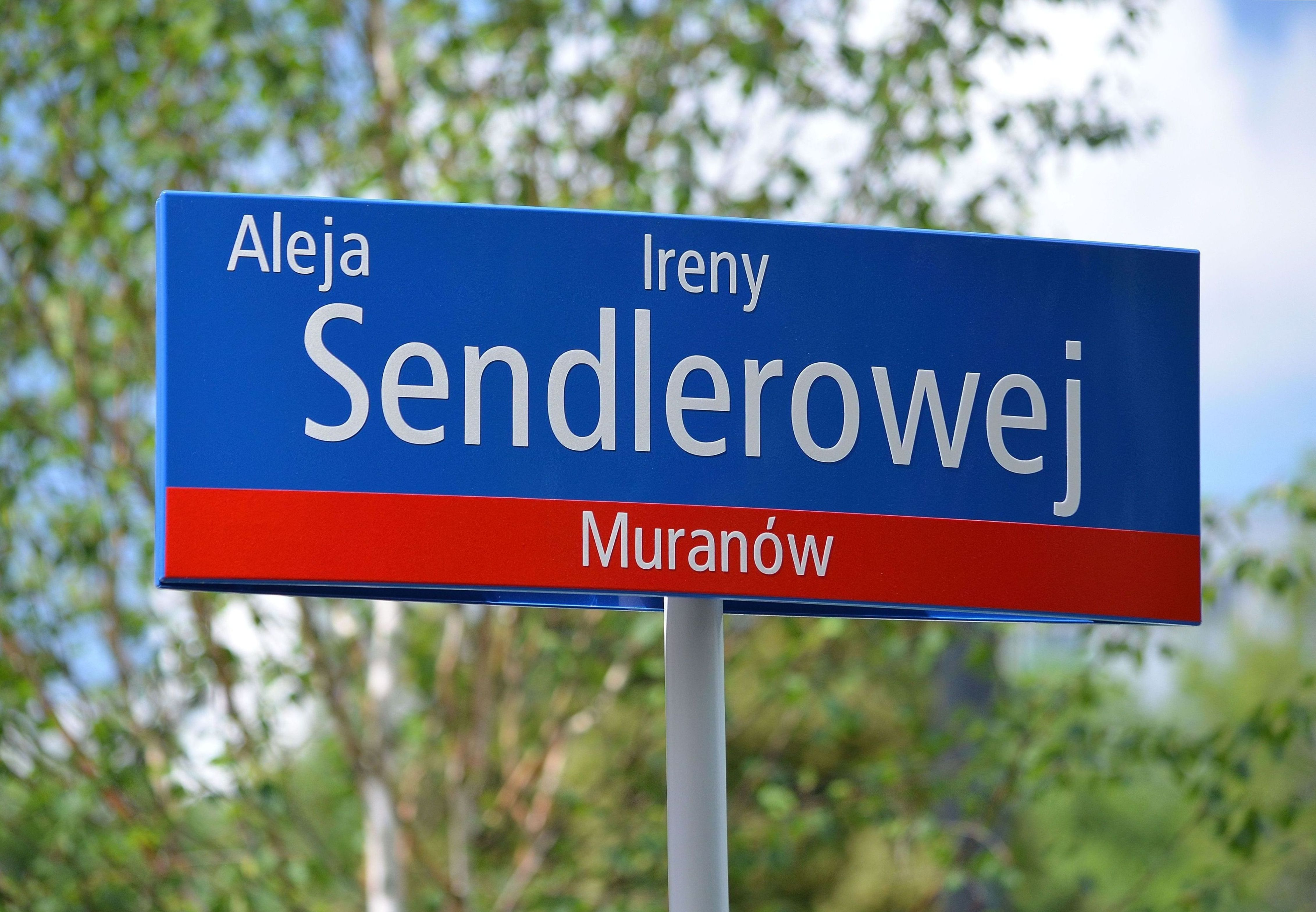
Passage Irena-Sendler devant le Musée POLIN de l'histoire des Juifs polonais.

#### En français
- Gilbert Sinoué, Irena Sendlerowa : juste parmi les nations, Paris, Don Quichotte éditions, 2016, 294 p. (ISBN 978-2-286-13869-1) ;
- Anna Mieszkowska (de) (trad. du polonais par Boguslawa Filipowicz), Irena Sendlerowa : la mère des enfants de l'Holocauste, Monaco/Paris, Éditions du Rocher, 22 mars 2012, 298 p. (ISBN 978-2-268-07295-1) ;
- Florence Piron, Citoyennes. Portraits de femmes engagées pour le bien commun, BookBaby, 2014 (ISBN 978-2-9814827-3-0, lire en ligne) ;
- Tilar J. Mazzeo (en) (trad. Daniel Roche), Les mille vies d'Irena : La femme qui sauva 2 500 enfants juifs, Belfond, 2018, 381 p. (ISBN 978-2-7144-6020-2)
- Irena, bande dessinée en cinq volumes, scénario de Jean-David Morvan et Séverine Tréfouël, dessins de David Evrard, Glénat.
  - Irena, vol. 1 : Le Ghetto, Grenoble, Glénat, janvier 2017, 64 p. (ISBN 978-2-344-01363-2)
  - Irena, vol. 2 : Les Justes, Grenoble, Glénat, mars 2017, 64 p. (ISBN 978-2-344-02009-8)
  - Irena, vol. 3 : Varso-vie, Grenoble, Glénat, janvier 2018, 64 p. (ISBN 978-2-344-02276-4)
  - Irena, vol. 4 : Je suis fier de toi, Grenoble, Éditions Glénat, mars 2019, 64 p. (ISBN 978-2-344-03111-7)
  - Irena, vol. 5 : La vie, après, Grenoble, Glénat, janvier 2020, 64 p. (ISBN 978-2-344-03303-6)[100]

#### En anglais
- (en) Diane Ackerman, The Zookeeper's Wife, New York, London, W. W. Norton, 2017 (ISBN 978-0-393-35425-6).
- (en) Toby Belfer Learns about Heroes and Martyrs, Pelican Publishing (en), 2009 (lire en ligne).
- (en) Emilio Mordini et Manfred Green (en), Identity, Security and Democracy : The Wider Social and Ethical Implications of Automated Systems for Human Identification, IOS Press (en), 2009 (lire en ligne).
- (en) Kathryn J. Atwood, Women Heroes of World War II : 26 Stories of Espionage, Sabotage, and Rescue, Chicago Review Press (en), 2011 (lire en ligne).
- (en) H. Jack Mayer, Life in a Jar : The Irena Sendler Project, Long Trail Press, 2011, 382 pages (ISBN 978-0-9841113-1-2, lire en ligne).
- (en) Tom Verhofstadt, Irena Sendler, for the love of children in the Warsaw Ghetto, 2019  (ISBN 9789082358339).

#### En polonais
- Marek Arczyński, Wiesław Balcerak, Kryptonim „Żegota” Varsovie, Czytelnik, 1979  (ISBN 83-07-00016-5).
- Władysław Bartoszewski, Zofia Lewinówna (pl): Ten jest z ojczyzny mojej. Polacy z pomocą Żydom 1939–1945. Cracovie, Wydawnictwo Znak, 2013  (ISBN 978-83-240-2790-3).
- Anna Chmielewska et al., Miejska służba opieki społecznej Warszawy w latach wojny i okupacji 1939–1945,  Warszawa lat wojny i okupacji 1939–1944. Zeszyt 4. Varsovie, Państwowe Wydawnictwo Naukowe, 1975, p. 149–191.
- Jan Grabowski, Przyczynek do biografii Ireny Sendlerowej (z dokumentów warszawskiego Ratusza). „Zagłada Żydów. Tome II. Materiały”, 10, p. 622–625, 2014.
- Halina Grubowska: Ta, która ratowała Żydów. Rzecz o Irenie Sendlerowej. Varsovie, Żydowski Instytut Historyczny im. Emanuela Ringelbluma, 2014  (ISBN 978-83-61850-39-7).
- Krzysztof Komorowski (dir.), Warszawa walczy 1939–1945. Leksykon. Varsovie, Fundacja Polska Walczy i Wydawnictwo Bellona, 2015, p. 680.  (ISBN 978-83-1113474-4).
- Księga Sprawiedliwych wśród Narodów Świata. Ratujący Żydów podczas Holokaustu. Polska. Tom II. Cracovie, Fundacja Instytut Studiów Strategicznych, 2009, p. 646–647  (ISBN 978-83-87832-59-9).
- Dariusz Libionka, Zagłada Żydów w Generalnym Gubernatorstwie. Lublin: Państwowe Muzeum na Majdanku, 2017  (ISBN 978-83-62816-34-7).
- Anna Mieszkowska (de), Matka dzieci Holocaustu. Historia Ireny Sendlerowej, Muza, Varsovie, 2004  (ISBN 83-7319-254-9); édition no II : 2005.
- Anna Mieszkowska, Dzieci Ireny Sendlerowej. Varsovie, Warszawskie Wydawnictwo Literackie Muza, 2011.  (ISBN 978-83-7758-021-9).
- Anna Mieszkowska: Prawdziwa historia Ireny Sendlerowej. Varsovie, Wydawnictwo Marginesy, 2014  (ISBN 978-83-64700-12-5).
- Teresa Prekerowa, Konspiracyjna Rada Pomocy Żydom w Warszawie 1942–1945. Varsovie, Państwowy Instytut Wydawniczy, 1982  (ISBN 83-06-00622-4).
- Tomasz Szarota, Karuzela na placu Krasińskich. Studia i szkice z lat wojny i okupacji. Varsovie, Oficyna Wydawnicza „Rytm”, 2007.  (ISBN 978-83-7399-336-5) ;
- Tomasz Szarota, Ostatnia droga Doktora. Rozmowa z Ireną Sendlerową „Jolantą”, kierowniczką referatu dziecięcego w „Żegocie”, o ostatnich dniach Janusza Korczaka, Polityka, 21, 2090, p. 94, 24 mai 1997.
- Feliks Tych, Monika Adamczyk-Garbowska (red. nauk.), Następstwa zagłady Żydów. Polska 1944–2010. Lublin: Wydawnictwo Uniwersytetu Marii Curie-Skłodowskiej i Żydowski Instytut Historyczny im. Emanuela Ringelbluma, 2012  (ISBN 978-83-227-3263-2).
- Jarosław Zieliński, Atlas dawnej architektury ulic i placów Warszawy. Tome 9. Langiewicza–Łukasińskiego. Varsovie, Biblioteka Towarzystwa Opieki nad Zabytkami, 2003  (ISBN 83-88372-24-6).

#### En néerlandais
- (nl) Tilar Mazzeo (en) (préf. Daniel Stensen), Irena's kinderen : het verhaal van Irena Sendler : de vrouwelijke Oskar Schindler die meer dan 2000 kinderen wist te redden uit de handen van de nazi's, 2017 (ISBN 978-90-234-5576-9)

### Filmographie
- Irena Sendler (2009) de John Kent Harrison[101],[102]